# TBS木曜8時枠の連続ドラマ
TBS木曜8時枠の連続ドラマ（ティービーエスもくようはちじわくのれんぞくドラマ）は、KRT→TBS系列で、1956年11月から1984年9月まで、1993年10月から12月までMBS制作で毎週木曜日の20時台に放送されていたテレビドラマの枠である。

## 概要
当放送枠は、1960年代後半から1980年代前半にかけて『東芝日曜劇場』や『水曜劇場』などと共に“ドラマのTBS”を代表する看板ドラマ枠として、視聴者に長年親しまれた。主にテレパック制作の作品がこの枠で多く放送され、なかでも、『肝っ玉かあさん』や『心』といった、石井ふく子プロデュースによる作品はホームドラマ黄金期を象徴する名作として日本のテレビの歴史に語り継がれる。
当枠での歴代視聴率1位は、1972年12月21日に放送された『ありがとう』（第2シリーズ）の56.3%（ビデオリサーチ関東地区調べ）。この数字は、2010年6月29日深夜に放送された『2010 FIFAワールドカップ南アフリカ大会中継 日本対パラグアイ戦』で記録した57.3%に抜かれるまでTBSとしての歴代視聴率でも首位の座を守り続けていた。
しかし、末期は『木曜スペシャル』（日本テレビ系列）などに苦戦を強いられるようになり、1984年の『ビートたけしの学問ノススメ』を最後にTBSは木曜20時台の制作から一時撤退した。
木曜20時枠を引き継いだ毎日放送が、9年後の1993年にサッカーをテーマにした『オレたちのオーレ!』でテレビドラマを手がけるも低視聴率により3カ月で終了、この時間帯のドラマは消滅し、毎日放送も1980年代前半に持っていたゴールデンタイムのドラマ枠復活はならなかった。

## 放送時間
| 放送期間 | 放送期間 | 放送時間（JST）   |
| -------- | -------- | ----------------- |
| 1956.11  | 1961.09  | 木曜20:00 - 20:30 |
| 1961.10  | 1962.09  | 木曜20:00 - 21:00 |
| 1962.10  | 1972.09  | 木曜20:00 - 20:56 |
| 1972.10  | 1975.09  | 木曜20:00 - 20:55 |
| 1975.10  | 1984.09  | 木曜20:00 - 20:54 |
| 1993.10  | 1993.12  | 木曜20:00 - 20:54 |

## 放送作品リスト
▲マークは海外作品。
第1期
- スーパーマン（1956年11月1日 - 12月6日）▲ - 木曜19:30に移動。ここから30分枠。
- 宇宙物語（1956年12月13日 - 1957年1月3日）
- ブーちゃん先生（1957年1月3日 - 11月28日）
- オー・ヘンリー物語（1957年12月5日 - 1958年1月16日）
- この謎は私が解く（1958年1月23日 - 1960年12月1日）
- 刑事物語（1960年12月8日 - 1961年9月28日） - ここまで30分枠。
- 捜査線（1961年10月5日 - 12月28日）▲
- 裸の街（1962年1月4日 - 9月）▲ - 枠交換で水曜20:00に移動。
- 七人の刑事（第1期） - 水曜20:00より移動。
- ただいま11人
- 青春の条件
- パパ長生きしてねッ!
- 肝っ玉かあさん
- ハトポッポ嫁さん
- 何とかしなくちゃ
- ありがとう
- にらめっこ
- ゆびきり
- はじめまして
- 明日がござる
- ほんとうに
- 今日だけは
- 家族
- 道
- 愛
- 心（1980年4月24日 - 1981年1月29日）
- 出逢い
- ちょっといい姉妹
- おはよう24時間
- ああ離婚
- 出逢い・めぐり逢い
- 人間が好きドラマシリーズ
- 胸さわぐ苺たち
- 激愛・三月までの…
- 青春泥棒・徹と由紀子（1984年4月12日～7月5日、全10回）
- ビートたけしの学問ノススメ

第2期（この間はMBS制作）
- オレたちのオーレ!

## ネット局
※第1期のネット局を記載。系列は放送当時のもの。
| 放送対象地域          | 放送局         | 系列                          | ネット形態             | 備考 |
| --------------------- | -------------- | ----------------------------- | ---------------------- | --- |
| 関東広域圏            | 東京放送       | TBS系列                       | 制作局                 | 現：TBSテレビ                                                                                           |
| 北海道                | 北海道放送     | TBS系列                       | 同時ネット             | |
| 青森県                | 青森テレビ     | TBS系列                       | 同時ネット             | |
| 岩手県                | 岩手放送       | TBS系列                       | 同時ネット             | 現：IBC岩手放送                                                                                         |
| 宮城県                | 東北放送       | TBS系列                       | 同時ネット             | |
| 秋田県                | 秋田放送       | 日本テレビ系列                | 遅れネット             | |
| 山形県                | 山形放送       | 日本テレビ系列 テレビ朝日系列 | 遅れネット             | 1980年3月までは日本テレビ単独加盟局                                                                     |
| 福島県                | 福島テレビ     | フジテレビ系列                | 同時ネット →遅れネット | 1983年11月まで 1983年3月まではTBS系列とのクロスネット局                                                 |
| 福島県                | テレビユー福島 | TBS系列                       | 同時ネット             | 1983年12月8日から                                                                                       |
| 山梨県                | テレビ山梨     | TBS系列                       | 同時ネット             | |
| 新潟県                | 新潟放送       | TBS系列                       | 同時ネット             | |
| 長野県                | 信越放送       | TBS系列                       | 同時ネット             | |
| 静岡県                | 静岡放送       | TBS系列                       | 同時ネット             | |
| 富山県                | 北日本放送     | 日本テレビ系列                | 遅れネット             | |
| 石川県                | 北陸放送       | TBS系列                       | 同時ネット             | |
| 福井県                | 福井放送       | 日本テレビ系列                | 遅れネット             | |
| 中京広域圏            | 中部日本放送   | TBS系列                       | 同時ネット             | 現：CBCテレビ                                                                                           |
| 近畿広域圏            | 朝日放送       | TBS系列                       | 同時ネット             | 現：朝日放送テレビ 1975年3月27日まで                                                                    |
| 近畿広域圏            | 毎日放送       | TBS系列                       | 同時ネット             | 1975年4月3日から腸捻転解消に伴う移行                                                                    |
| 島根県 →鳥取県 島根県 | 山陰放送       | TBS系列                       | 同時ネット             | 1972年9月21日までの放送エリアは島根県のみ 1972年9月28日から電波相互乗り入れにより鳥取県でも放送         |
| 岡山県 →岡山県 香川県 | 山陽放送       | TBS系列                       | 同時ネット             | 現：RSK山陽放送 1983年3月までの放送エリアは岡山県のみ 1983年4月から電波相互乗り入れにより香川県でも放送 |
| 広島県                | 中国放送       | TBS系列                       | 同時ネット             | |
| 山口県                | テレビ山口     | TBS系列 フジテレビ系列        | 同時ネット             | 1978年9月まではテレビ朝日系列とのトリプルクロスネット局                                                 |
| 愛媛県                | 南海放送       | 日本テレビ系列                | 同時ネット             | |
| 高知県                | テレビ高知     | TBS系列                       | 同時ネット             | |
| 福岡県                | RKB毎日放送    | TBS系列                       | 同時ネット             | |
| 長崎県                | 長崎放送       | TBS系列                       | 同時ネット             | |
| 熊本県                | 熊本放送       | TBS系列                       | 同時ネット             | |
| 大分県                | 大分放送       | TBS系列                       | 同時ネット             | |
| 宮崎県                | 宮崎放送       | TBS系列                       | 同時ネット             | |
| 鹿児島県              | 南日本放送     | TBS系列                       | 同時ネット             | |
| 沖縄県                | 琉球放送       | TBS系列                       | 同時ネット             | 1984年3月打ち切り                                                                                       |

## 備考
- 近畿地方では、「ありがとう」（第4シリーズ）が放送されている途中の1975年3月27日まで朝日放送にネットされ、翌週の4月3日から東京 - 大阪間の腸捻転解消に伴うネットチェンジにより毎日放送に移行した。なお、ネットチェンジ後もABCでは15:00にドラマ再放送枠にて肝っ玉かあさんを放送していた。[1]
- 福島県では、1983年9月の「人間が好きドラマシリーズ」まで福島テレビに同時ネットで放送され、同年10月から始まった「胸さわぐ苺たち」からは福島テレビのフジテレビ系フルネット化に伴い日曜朝9:00から3日遅れで放送され、同作品放送途中の同年12月からTBS系新局として開局したテレビユー福島に同時ネットでネット移行した。
- 沖縄県の琉球放送では、最末期の2作品（「青春泥棒・徹と由紀子」と「ビートたけしの学問ノススメ」）は、日本テレビ系列の同時ネット（「ミッキーマウスとドナルドダック」、「木曜スペシャル」）に切り替わったため未放送（後者はのちに再放送枠で初めて放送された）。
- 各提供スポンサーのうち資生堂、カルピス（当時の社名はカルピス食品工業、法人としては2016年1月にアサヒ飲料に吸収合併）、森永製菓は企業独自の提供クレジットが表示された。
  - 資生堂 - ブルーバックで、花椿マークの下に「東京 資生堂 銀座」（ナレーションは「東京銀座、資生堂」。「提供」文字なし）。
  - カルピス - 水色のバックで、水玉模様の下に「カルピス」（「提供」文字なし。ナレーションは「水玉模様のカルピス」）。
  - 森永製菓 - 紺色のバックで、エンゼルマークの下に「提供 森永製菓」（ナレーションは「おいしさと楽しさを考える森永製菓」）。
- このうちカルピスは1979年以降、後に一時期親会社となる味の素（ナレーションは「おいしく食べて健康づくり 味の素」）と交代し、1984年3月まで担当した（実際にはAGFのCMが1ヶ月平均で味の素よりも遙かに多く流れた）。